# Skullerud

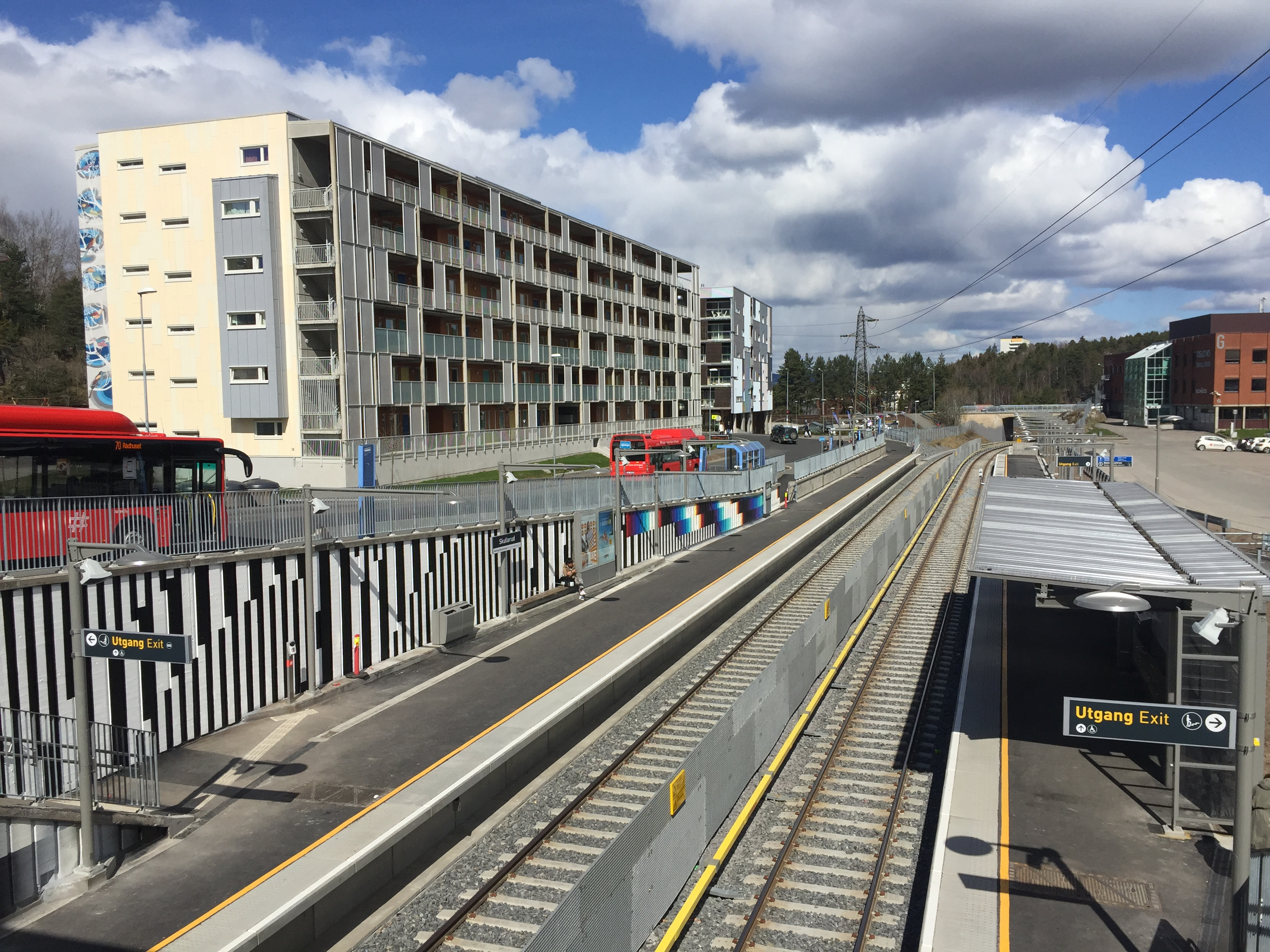
U-Bahn-Station Skullerud

Skullerud ist ein Stadtviertel in der norwegischen Hauptstadt Oslo. Das Wohnviertel liegt im Stadtteil Østensjø.

## Lage
Skullerud liegt am östlichen Stadtrand von Oslo im Stadtteil Østensjø. Das Osloer Stadtzentrum befindet sich weiter nordwestlich. Das Stadtviertel wird im Osten durch die Østmarka, einem Teil der Marka, begrenzt. Im Westen von Skullerud führt die Europastraße 6 (E6) in Nord-Süd-Richtung durch das Gebiet. Auf der Westseite der E6 liegt das Stadtviertel Lambertseter. Im Norden grenzen die Viertel Bogerud und Langerud an Skullerud.

## Geschichte
Bevor das Stadtviertel Skullerud heranwuchs, befand sich dort nur der Hof Skullerud gård (auch Skulerud). Der Hof wurde im Jahr 1668 von der norwegischen Krone verkauft und wechselte in der Zeit darauf mehrfach den Besitzer. Die zum Hof gehörenden Wälder wurden etwa im Jahr 1744 durch den Holzhändler Peder Cudrio aufgekauft. Zum Hof gehörte bereits im 17. Jahrhundert ein Sägewerk. Während des Zweiten Weltkriegs richteten die deutschen Besatzer auf dem Hof einen Schießstand ein.
Das heutige Stadtviertel entstand, nachdem das Areal im Jahr 1964 durch die Stadt als Baugebiet ausgewiesen wurde. Im Jahr 1967 wurde Skullerud an das Osloer U-Bahn-Netz angebunden.

## Name
Der Name Skullerud setzt sich aus dem Männernamen Skule oder Skúli und der Nachsilbe -rud zusammen. Die Nachsilbe leitet sich vom altnordischen Begriff ruð ab und bedeutet „Rodung, Lichtung“. Der Ortsname, auch in der Schreibweise Skulerud, lässt sich in der Region Østlandet mehrfach finden, unter anderem auch in der Kommune Aurskog-Høland.